# Walter Dew
Walter Dew fue un oficial de policía inglés, primero inspector y luego inspector-jefe del Metropolitan Police Service de Londres. Nació el 17 de abril de 1863 en Hardingstone, en el condado de Northamptonshire (Inglaterra), y falleció el 16 de diciembre de 1947 a los 84 años de edad en Worthing, condado de Sussex Occidental (también en Inglaterra).
Walter Dew es conocido por haber participado en dos de los más sonados casos de Scotland Yard de esos años: los asesinatos Whitechapel del año 1888, atribuidos a un mismo asesino no identificado al que llamaban Jack el Destripador, y el caso del Dr. Crippen del año 1910, a quien Dew logró arrestar después de perseguirlo hasta Canadá, cruzando el Atlántico.
Además de haber servido en diferentes divisiones del Metropolitan Police Service (División X-Paddington, y luego División H–Whitechapel), también Dew fue uno de los inspectores implicados en la investigación referente al asesinato de Mary Jane Kelly en noviembre de 1888, asesinada y mutilada brutalmente. En sus memorias, Dew allí señala que fue uno de los primeros policías a entrar en el cuarto de Mary Kelly, en el n.º 13 de Miller’s Court.
Walter Dew publicó sus memorias en 1938, en donde y entre muchas cosas, expresa su desilusión y su pesar por no haber podido identificar a Jack el Destripador.

## Primeros años
Walter Dew nació en Far Cotton, en Hardingstone (Northamptonshire), uno de los siete hijos de Walter Dew Sr (ca 1822-1884), quien se desempeñaba como guardia de ferrocarril, y de su esposa Eliza (ca 1832-1914). Su familia pasó a residir en Londres cuando Walter Dew tenía 10 años de edad.
De niño, no tuvo una escolaridad regular, y dejó sus estudios formales a los 13 años de edad. Poco tiempo después, pasó a desempeñarse en una oficina de abogado en Chancery Lane, pero no le gustó ese trabajo, así que lo dejó para ejercer como ayudante de recepción en las oficinas de un comerciante de semillas, en Holborn. Con posterioridad, siguió a su padre en el ferrocarril, y en el censo de 1881 fue registrado con la edad de 17 años, como mozo de estación, y viviendo en Hammersmith (Londres). Sin embargo, en 1882 y ya con 19 años de edad, se incorporó a la Policía Metropolitana, donde quedó registrado con el número de funcionario 66711; poco después, en junio de 1882, pasó a cumplir funciones en la División X de la Metropolitan Police, en Paddington Green. El 15 de noviembre de 1886, Dew se casó con Kate Morris en Notting Hill, y tuvieron seis hijos, uno de los cuales murió en la infancia.

## Su relacionamiento con 'Jack the Ripper'

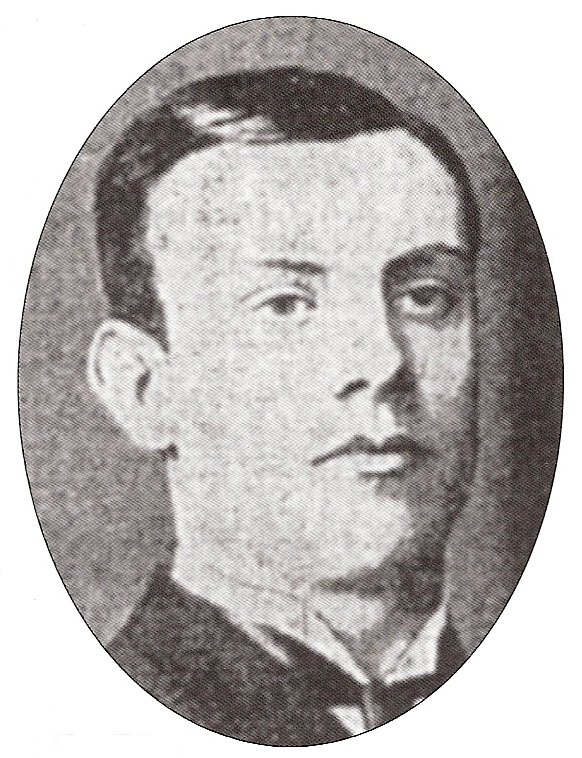
Detective Walter Dew, c. 1887.

Hacia principios de 1887, Dew fue transferido a la comisaría de policía de Commercial Street, en la División H (Whitechapel), donde se desempeñó como detective condestable en el departamento de Investigación Criminal, en el período en que ocurrieron los asesinatos de Jack el Destripador (año 1888).
En sus memorias publicadas en 1938 (o sea, publicadas cincuenta años después de los hechos), Dew hizo una serie de afirmaciones sobre su involucramiento personal en las investigaciones relativas al Destripador y a sus víctimas.
Por ejemplo y entre otras cosas, Dew afirmó conocer de vista a Mary Jane Kelly, cuando ella buscaba clientes en cuanto prostituta.

"A menudo, la vi caminando a lo largo de Commercial Street, entre Flower and Dean Street y Aldgate, o a lo largo de Whitechapel Road" … "Usualmente estaba en compañía de dos o tres de su misma clase, bastante bien vestida e invariablemente con un delantal blanco y limpio, pero sin sombrero."

Dew también afirmó haber sido uno de los primeros agentes de policía en la escena del crimen de Kelly, aunque ninguno de los registros sobre dicho asesinato le mencionan específicamente. Dew escribió en sus memorias, que vio el cuerpo brutalmente mutilado de Kelly en su habitación de Miller's Court, y que consideraba esto como "el recuerdo más espantoso de la totalidad de su carrera policíaca".
Dew también escribió que los ojos abiertos de Kelly fueron fotografiados, en un intento de capturar una posible imagen de su asesino, pero los médicos de la policía implicados en el caso ya habían determinado que tal esfuerzo sería inútil. Dew también afirmó con insistencia que Emma Smith fue la primera víctima de Jack el Destripador, una opinión descartada por los ripperólogos.

## Carrera policíaca
En 1898, Dew fue promovido al cargo de Inspector, y fue transferido a Scotland Yard. A partir de 1900 se desempeñó en la División T en Hammersmith, y en 1903 fue promovido al rango de Inspector de primera clase, y transferido a la División E basada en Bow Street. En 1906 pasó a ser Inspector-jefe, y volvió a integrarse a Scotland Yard. Al momento de su retiro de la policía en 1910, Dew había recibido 130 recomendaciones y recompensas de parte de diferentes jerarcas policiales de la Metropolitan Police, así como de parte de jueces y magistrados.
En 1898, Dew estuvo implicado en la captura internacional y el procesamiento del ladrón de joyas William Johnson, conocido como 'Harry el Valet', ya que estaba encargado de investigar este caso junto a Frank Froest y Walter Dinnie.
En efecto, Johnson le había robado joyas a Mary Caroline Blair, Duquesa de Sutherland, valoradas en £ 30.000, mientras viajaba en tren de París a Londres con su marido, Sir Albert Rollit (miembro del parlamento), así como con su hermano y la esposa de este, y dos criados.
Dew investigó este caso, en conjunto con los inspectores de policía Walter Dinnie y Frank Froest. Siguieron pacientemente a Johnson, que entonces estaba gastando grandes cantidades de dinero, y lo ubicaron finalmente en unos alojamientos de South Kensington, en Londres. A pesar de haber recibido siete años de sentencia judicial, Johnson se negó a revelar el paradero de las joyas de la duquesa, y solamente fueron recuperadas £ 4.000.
Dew también tuvo un rol menor en el caso Druce-Portland, ya que supervisó la exhumación de los restos de Thomas Charles Druce en el cementerio de Highgate (cementerio histórico ubicado en el distrito de Highgate, al norte de Londres, Inglaterra).
Por su parte y cuando en 1909, el defraudador ruso Friedlauski obtuvo un puesto como empleado en el banco neoyorquino J.S. Bache & Co. utilizando el nombre de Conrad Harms, logrando transferir fondos por un total de £1,637 14 a su propia cuenta bancaria en Londres, de donde posteriormente retiró el dinero y escapó, fue Dew quien lo localizó e imputó, a pesar de insistentemente afirmar que era Conrad Harms, una pretensión que mantuvo incluso cuando se enfrentó a la mujer que había abandonado anteriormente. Friedlauski / Harms fue condenado a seis años de trabajos forzados, por fraude y bigamia.

## Persecución y arresto del Dr Crippen
El doctor Hawley Harvey Crippen fue un estadounidense que nació en 1862 en Míchigan, Estados Unidos, y que se calificó como doctor en 1885, comenzando a trabajar para una compañía de patentes en medicina. Con posterioridad, se estableció en Inglaterra en el año 1900, donde vivió en el # 39 de Hilldrop Crescent, en Holloway (Londres), con su segunda esposa Cora Turner, conocida por su nombre artístico de 'Belle Elmore'. Después de una fiesta en su casa el 31 de enero de 1910, Cora desapareció, y Hawley Crippen primero afirmó que ella había regresado a EE. UU., y más tarde añadiendo que había muerto y había sido incinerada en California. Mientras tanto, su amante Ethel "Le Neve" Neave (1883–1967) se mudó a Hilldrop Crescent, y abiertamente comenzó a usar la ropa de Cora y sus joyas. La Policía fue informada de la desaparición de Cora por su amiga, la forzuda Kate Williams, conocida como Vulcana. El domicilio fue explorado pero nada fue encontrado. Y también, Crippen fue interrogado por Dew. Basado en la entrevista y en la búsqueda negativa de indicios en la casa, Dew quedó satisfecho y sin pistas. Sin embargo, Crippen y Le Neve percibieron que estaban siendo indagados, cayeron en pánico, y huyeron precipitadamente a Bruselas, donde pasaron la noche en un hotel. Y al día siguiente, fueron a Amberes y abordaron un barco de la línea Canadian Pacific Steamship Company, con destino a Canadá. La desaparición y comportamiento de la pareja, llevó a la policía de Scotland Yard a realizar otras tres búsquedas de la casa, ahora mucho más en profundidad. Y durante la cuarta y última búsqueda, encontraron los restos de un cuerpo humano, enterrados bajo el piso de ladrillo del sótano. Y Sir Bernard Spilsbury (un patologista británico) allí encontró restos de escopolamina (una droga calmante pero altamente tóxica en cantidades mayores inadecuadas). El cadáver pudo ser identificado por un trozo de piel del abdomen; la cabeza, las extremidades, y el esqueleto de la víctima, nunca fueron recuperados.
Crippen y Le Neve huyeron en el Montrose atravesando el Atlántico, con Le Neve disfrazada como varón. Pero el capitán Henry George Kendall reconoció a los fugitivos, y justo antes de que el vapor se encontrara fuera del alcance de los transmisores terrestres, el telegrafista Lawrence Hughes Ernest logró enviar un telegrama inalámbrico a las autoridades británicas:

Fuertes sospechas de que el asesino londinense Crippen y su cómplice se encuentran entre los pasajeros del salón. El hombre se quitó el bigote y se deja la barba en crecimiento, y el cómplice viste como varón, pero su forma y apariencia son de una fémina.

Si Crippen hubiera viajado en tercera clase, probablemente habría escapado a la atención del capitán Kendall. Pero advertido por el telegrama, Dew se subió al barco White Star mucho más rápido, llegando a Quebec, en Canadá, por delante de Crippen, y contactándose de inmediato con las autoridades canadienses.

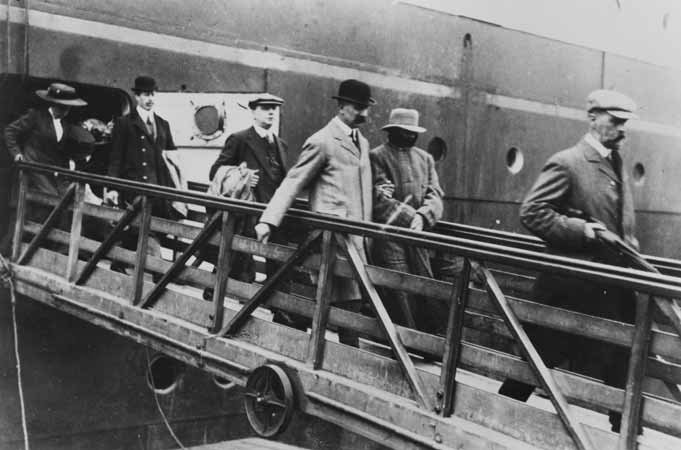
El inspector Dew descendiendo del barco, junto a Crippen, disfrazado y con las manos esposadas.

Y cuando el Montrose entró en el río San Lorenzo, Dew subió a bordo disfrazado de piloto. Kendall invitó entonces a Crippen a reunirse con los pilotos que había llegaron a bordo. Y en momento oportuno, Dew retiró el gorro de piloto y dijo:

Cita: ''Buen día Dr Crippen. ¿Me reconoce? Soy el inspector-jefe Dew de Scotland Yard.

Y luego de una pausa, Crippen replicó :

Cita: Gracias a Dios que todo acabó. El suspense ha sido demasiado grande. No podía soportarlo más.

Y a continuación, Crippen tendió sus muñecas para que le colocaran las esposas. Crippen y Le Neve fueron detenidos a bordo del Montrose el 31 de julio de 1910.
En sus memorias de 1938, Dew evocaba lo siguiente:

Había llegado el 29 de julio por la línea Laurentic, que arriba dos días antes que la línea Montrose, la que ya estaba bien internada en el Atlántico cuando por primera vez se comenzó a sospechar de que Crippen estaba a bordo, pero que era una embarcación mucho más lenta que el vapor correo Laurentic. El viejo Crippen tomó bastante bien la situación; siempre había sido un poco filósofo, aunque por cierto quedó asombrado y sorprendido al verme a bordo del barco. La travesía finalmente había sido un capítulo agradable en su camino. Gran parte de mi tiempo en Canadá, lo pasé evadiendo a los reporteros y camarógrafos, que sabían todo acerca de mi llegada, a pesar de nuestros esfuerzos por mantener en secreto mi misión, y que con frecuencia se convirtió en personal cuando no accedía a darles un comunicado o una entrevista. Crippen y su compañera, la señorita Ethel Le Neve, no mostraron deseo de posponer nuestra salida y renunciaron a sus derechos de extradición, lo que nos permitió hacer el viaje de regreso después de estar tres semanas en Canadá.

Dew retornó con Crippen a bordo del SS Megantic, allanando el camino para un juicio sensacionalista en el Old Bailey (Tribunal Penal Central de Inglaterra y Gales, comúnmente conocido con este nombre). Periódicos de la época dijeron que "había efectuado la captura criminal más sensacional del siglo".

## Sus últimos años

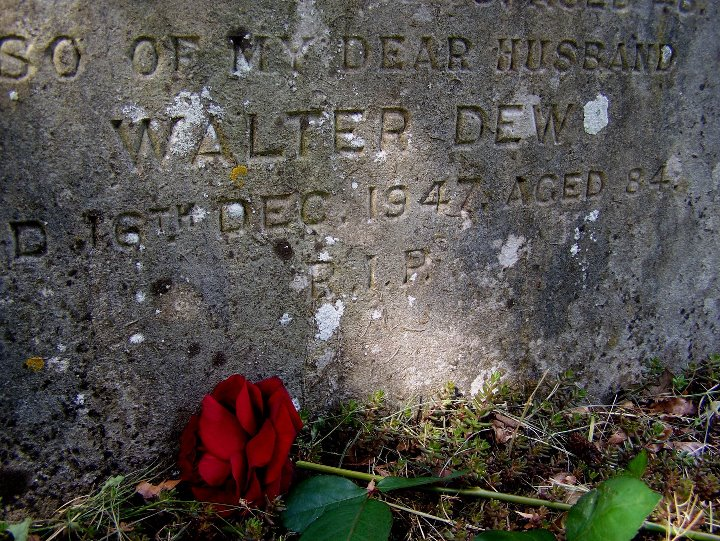
Lápida de Walter Dew en el cementerio de Durrington, fotografía tomada en 2011.

Siendo ya uno más entre los investigadores que se destacaban internacionalmente, Dew renunció a la policía y pasó a ejercer como un "agente confidencial". En 1911, condujo una causa por difamación y calumnia contra nueve periódicos, por los comentarios que habían impreso sobre él en relación con el caso Crippen. Con la mayoría de estos medios de prensa concretó acuerdos extrajudiciales, y con aquellos que se negaron a ello, Dew continuó y ganó su demanda, lo que le permitió obtener importantes sumas concedidas en concepto de daños morales y perjuicios.
Después de concretar su retiro, Dew se convirtió en un oficioso "experto criminal" consultado frecuentemente por la prensa británica, la que daba a difusión sus comentarios y opiniones sobre diversos casos que estaban en la agenda pública, entre ellos por ejemplo la misteriosa desaparición en 1926 de la escritora Agatha Christie.
En 1938, Dew también publicó su autobiografía titulada 'I Caught Crippen'. Este escrito contenía errores e inexactitudes, como es de suponer por el hecho de que muchos de los eventos allí descritos, estaban siendo analizados y recatalogados aún varias décadas después de ocurridos. El propio Dew había admitido esto en su libro. Sin embargo, lo afirmado por Dew, en líneas generales concuerda con escritos y partes de prensa de la época.
Dew pasó su retiro en Worthing, viviendo en la llamada 'Wee Hoose', sita en el # 10 de Beaumont Road, hasta su fallecimiento en el año 1947. Fue enterrado en el Cementerio de Durrington, ubicado en ese mismo distrito de Worthing, Sección 15, Camino 5, Parcela 46.
El bungalow que sirvió a Dew como su último domicilio, en su honor fue renombrado 'Dew Cottage', en el año 2005.

## Interpretaciones del personaje de Walter Dew en el cine
| Año  | Título              | Producción  | Dew protagonizado por: |
| ---- | ------------------- | ----------- | ---------------------- |
| 1942 | Dr. Crippen an Bord | Alemania    | René Deltgen           |
| 1962 | Dr. Crippen         | Reino Unido | John Arnatt            |
| 2011 | Finding Walter      | Reino Unido | Alun Collins           |

## Interpretaciones del personaje de Walter Dew en la televisión
| Año  | Título                           | Producción        | Dew interpretado por:  |
| ---- | -------------------------------- | ----------------- | ---------------------- |
| 1956 | The Case of Dr. Crippen          | ATV               | Philip Lennard         |
| 1968 | Investigating Murder             | BBC               | Philip Webb            |
| 1973 | Jack the Ripper                  | BBC               | Norman Shelley         |
| 1981 | The Ladykillers: Miss Elmore     | ITV               | Alan Downer            |
| 1999 | Tales from the Black Museum      | Discovery Channel | No especificado        |
| 2004 | The Last Secret of Dr Crippen    | Channel 4         | David Broughton-Davies |
| 2008 | 'Revealed' Was Crippen Innocent? | Channel 5         | No especificado        |

## Literatura y ficción

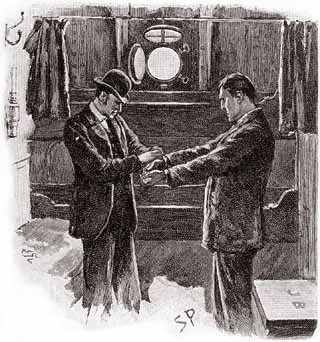
El inspector Lestrade arrestando a sospechoso, por Sidney Paget. Observar la similitud de esta situación, con la que supuestamente adoptó el Dr. Crippen, tendiendo sus muñecas para que le colocaran las esposas, cuando Walter Dew procedió a su arresto.

Walter Dew es uno de los personajes de la novela Blackout Baby, del escritor francés Michel Moatti, publicada en 2014 por 'HC Éditions'. Esta novela retoma el estilo de la precedente obra del mismo autor, y que se titula Retour à Whitechapel, ambos escritos muy relacionados con ciertos hechos reales ocurridos en Londres en 1888.
Dew también sirvió de inspiración al escritor Peter Lovesey, en la elaboración del personaje central de su novela titulada The False Inspector Dew (1982), la que obtuvo el Gold Dagger Award correspondiente al género novela policíaca.
En algún sentido, Walter Dew también está presente en varias de las historias humorísticas de Meirion James Trow relativas al Inspector Lestrade, que presentan al personaje central como un investigador algo torpe, aunque con ciertas cualidades que lo acercan al personaje de Sherlock Holmes; de todas maneras, la historia de 1987 titulada Lestrade and the Leviathan, de M. J. Trow, es sin duda una versión ficticia del caso Crippen.